# Þórðr Sjáreksson
Þórðr Sjáreksson, in inglese anche Thórth Sjáreksson, Thórdr Sjáreksson o Thord Siarekson, (fl. XI secolo), è stato uno scaldo islandese dell'XI secolo.

## Biografia
Compose una drápa su Þórólfr Skólmsson, quattro strofe della quale si sono conservate all'interno delle saghe dei re. Compose anche una drápa alla memoria di sant'Óláfr Haraldsson, chiamata Róðadrápa (Drápa della Croce), di cui una strofa è sopravvissuta fino a noi. Nello Skáldskaparmál si trovano alcune strofe di Þórðr su soggetti differenti. Lo Skáldatal considera Þórðr tra i poeti di corte di Óláfr Haraldsson e di Eiríkr Hákonarson.
Nella Óláfs saga Tryggvasonar en mesta c'è una piccola storia che si attribuisce a Þórðr. Durante il regno di Óláfr Haraldsson egli viaggiò in Terra Santa con l'intenzione di visitare Gerusalemme. Lungo la strada incontrò un misterioso uomo alto che parlò con lui in lingua norrena avvisandolo di tornare indietro, perché la strada non era sicura. Lo straniero chiese a Þórðr se conoscesse Hjalti Skeggjason, e Þórðr gli disse che erano parenti grazie ad un matrimonio. Lo straniero chiese a Þórðr di portare a Hjalti i suoi saluti, e gli narrò una storia da raccontargli per fare in modo che lo riconoscesse. Þórðr fece come promesso e quando ne parlò ad Hjalti scoprì che l'uomo era Óláfr Tryggvason, ancora in marcia molto dopo la sconfitta nella battaglia di Svolder.